# Iwan Szawrow
Iwan Jegorowicz Szawrow (ros. Ива́н Его́рович Шавро́в, ur. 14 marca?/27 marca 1916 we wsi Szabuni w guberni witebskiej, zm. 25 kwietnia 1992 w Moskwie) – radziecki dowódca wojskowy, generał armii.

## Życiorys
Urodzony w rosyjskiej rodzinie chłopskiej. Od 1935 służył w Armii Czerwonej, 1938 skończył szkołę wojskową, był dowódcą plutonu, później pułku zmechanizowanego, 1941 ukończył Wojskową Akademię Mechanizacji i Motoryzacji im. Stalina. Uczestnik wojny z Niemcami, szef sztabu batalionu czołgów, zastępca szefa i szef sztabu brygady czołgowej na Froncie Briańskim, Południowo-Zachodnim i Południowym, uczestnik bitwy pod Moskwą i walk obronnych latem-jesienią 1942. Od końca 1942 szef wydziału operacyjnego sztabu Zarządu Dowódcy Wojskami Pancernymi i Zmechanizowanymi Frontu Dońskiego, uczestnik bitwy pod Stalingradem, od lutego 1943 szef Wydziału Operacyjnego Sztabu 4 Armii Pancernej. Od czerwca 1943 do końca wojny szef sztabu 19 Perekopskiego Korpusu Czołgowego Czerwonego Sztandaru, walczył na Froncie Centralnym, 4 Ukraińskim, 1 Nadbałtyckim i 2 Nadbałtyckim, 9 września 1943 mianowany pułkownikiem, od lipca 1944 brał udział w operacji białoruskiej i operacjach nadbałtyckich. W 1948 ukończył Wyższą Akademię Wojskową im. Woroszyłowa, pełnił wiele funkcji dowódczych i sztabowych, w tym w latach 1953–1956 dowodził korpusem, 1957–1960 był zastępca głównodowodzącego Grupy Wojsk Radzieckich w Niemczech. Od października 1963 do maja 1967 I zastępca dowódcy wojsk Nadbałtyckiego Okręgu Wojskowego, później dowódca wojsk Leningradzkiego Okręgu Wojskowego, od lutego 1973 do sierpnia 1978 komendant Wojskowej Akademii Sztabu Generalnego Sił Zbrojnych ZSRR im. Woroszyłowa, 3 listopada 1973 otrzymał stopień generała armii. Od 9 kwietnia 1971 do 24 lutego 1976 członek KC KPZR, 1970-1974 deputowany do Rady Najwyższej ZSRR 8 kadencji. Od sierpnia 1978 do 1986 w aparacie Głównodowodzącego Zjednoczonymi Siłami Zbrojnymi Państw - Stron Układu Warszawskiego, 1986-1991 w Grupie Generalnych Inspektorów Ministerstwa Obrony ZSRR, następnie zwolniony ze służby.

## Odznaczenia i nagrody
- Order Lenina (1943)
- Order Czerwonego Sztandaru (dwukrotnie)
- Order Suworowa II klasy (1944)
- Order Kutuzowa II klasy (dwukrotnie – 11 maja 1944 i 29 czerwca 1945)
- Order Bohdana Chmielnickiego II klasy (1 marca 1944)
- Order Wojny Ojczyźnianej II klasy
- Order Czerwonej Gwiazdy (29 kwietnia 1942)
- Nagroda Państwowa ZSRR (trzykrotnie – 1942, 1950 i 1951)
- Nagroda Leninowska (1964)
- Medal „Za Odwagę” (1941)
- Medal „Za obronę Stalingradu” (22 lipca 1943)

I inne.